# Guineu grisa
La guineu grisa (Urocyon cinereoargenteus) és un mamífer carnívor que s'estén per gran part de la meitat meridional de Nord-amèrica, Centreamèrica i el nord de Sud-amèrica, des del sud del Canadà fins al nord de Veneçuela i Colòmbia. Aquesta espècie i la properament relacionada guineu grisa de les illes Santa Bàrbara (Urocyon littoralis) són els únics membres vivents del gènere Urocyon, considerat un dels cànids vivents més primitius.
Es tracta d'una de les dues espècies actuals agrupades dins del gènere Urocyon, el qual és autòcton de Nord-amèrica. Alguns cànids del gènere Pseudalopex que habiten en el con sud-americà també són anomenades de vegades guineus grises, però no estan emparentats de manera estreta amb aquesta espècie.

## Morfologia

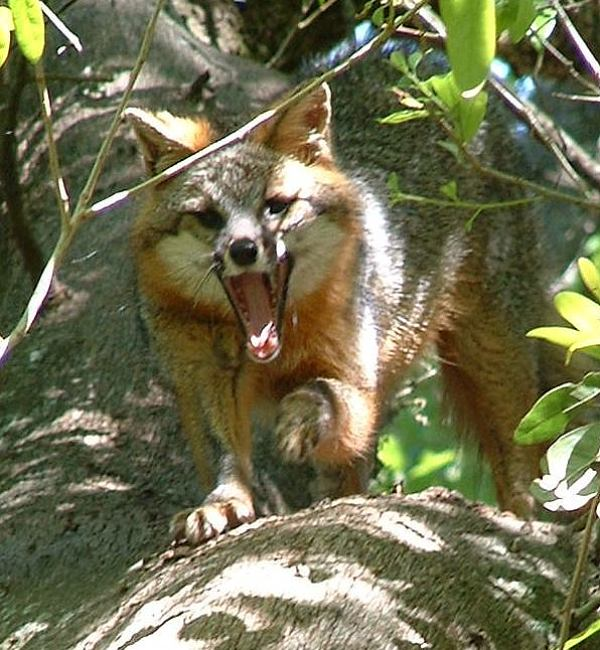
Guineu grisa de Florida

La mida és similar a la del coiot, però seria difícil confondre aquests animals entre si. La guineu grisa té el musell més curt i agut, les orelles més desenvolupades i les potes proporcionalment més curtes. La cua és llarga i espessa, molt poblada. El pelatge és gris fosc o platejat al dors, tornant-se vermellós en els flancs i les potes, i blanc al ventre. Una banda de pèl negre creua el cos des del clatell a la punta de la cua, seguint tot el llom de l'animal. Les galtes i la gola són blanques, i s'aprecien dues ratlles fines de pèl negre que parteixen des dels ulls cap enrere.

## Ecologia
Les guineus grises habiten en boscos més o menys tancats i són els únics cànids (al costat dels seus propers parents, les guineus illenques) capaços d'enfilar-se als arbres. També se'ls pot veure en zones de matoll espès i, encara que prefereixen llocs poc alterats per la mà de l'home, ocasionalment s'acosten fins a zones de cultiu i nuclis de població. Cacen petits animals com ocells, esquirols i ratolins i complementen la seva dieta amb petits fruits com les baies i amb carronya.
És possible que en temps antics la guineu grisa fos domesticada o semidomesticada pels indis de l'actual Califòrnia i del desert de Sonora, on les seves restes apareixen en diversos jaciments arqueològics. Els humans foren també, probablement, els qui van introduir la guineu grisa a les Illes Santa Bàrbara, davant de les costes de Califòrnia. Allà van donar lloc mitjançant un acusat procés de nanisme insular a la guineu illenca, la guineu grisa de les illes Santa Bàrbara, el cànid més petit de Nord-amèrica.
Les guineus grises són monògames i s'aparellen a principis de la primavera. Uns dos mesos després les femelles pareixen un nombre variable de cries que maduren abans de l'any d'edat. Poden viure uns 8 anys, longevitat comuna en diverses espècies de guineus. No hi ha un autèntic dimorfisme sexual entre mascles i femelles, que només es diferencien per la menor grandària d'aquestes.

## Taxonomia
L'espècie se sol subdividir en setze subespècies, segons la seva distribució
- Urocyon cinereoargenteus ssp borealis (Nova Anglaterra)
- Urocyon cinereoargenteus ssp californicus (sud de Califòrnia)
- Urocyon cinereoargenteus ssp cinereoargenteus (est dels Estats Units)
- Urocyon cinereoargenteus ssp costaricensis (Costa Rica)
- Urocyon cinereoargenteus ssp floridanus (estats del Golf de Mèxic)
- Urocyon cinereoargenteus ssp fraterculus (Yucatán)
- Urocyon cinereoargenteus ssp furvus (Panamà)
- Urocyon cinereoargenteus ssp guatemalae (sud de Mèxic i sud de Nicaragua)
- Urocyon cinereoargenteus ssp madrensis (sud de Sonora, sud-oest de Chihuahua, i nord-oest de Durango)
- Urocyon cinereoargenteus ssp nigrirostris (sud-oest de Mèxic)
- Urocyon cinereoargenteus ssp ocythous (estats de la planura central)
- Urocyon cinereoargenteus ssp orinomus (sud de Mèxic, istme de Tehuantepec)
- Urocyon cinereoargenteus ssp peninsularis (Baixa Califòrnia)
- Urocyon cinereoargenteus ssp scottii (sud-oest dels Estats Units i nord de Mèxic)
- Urocyon cinereoargenteus ssp townsendi (nord de Califòrnia i Oregon)
- Urocyon cinereoargenteus ssp venezuelae (Colòmbia i Veneçuela)